# Запоріжжя (Самарівський район)
Запорі́жжя — село в Україні, у Магдалинівській селищній громаді Самарівського району Дніпропетровської області. Населення за переписом 2001 року становить 54 особи.

## Географія
Село Запоріжжя знаходиться на лівому березі річки Кільчень, вище за течією примикає село Веселий Гай, нижче за течією на відстані 1,5 км розташоване село Олександрівка, на протилежному березі — село Кільчень. Поруч проходить автомобільна дорога Т 0410.